# Héctor Manzano
Héctor Daniel Manzano Alcaraz (Barcellona, 8 agosto 1980) è un ex cestista spagnolo.